# Хиже (Любуське воєводство)
Хиже (пол. Chyże, нім. Hundsbelle) — село в Польщі, у гміні Кросно-Оджанське Кросненського повіту Любуського воєводства.
Населення — 177 осіб (2011).
У 1975-1998 роках село належало до Зеленогурського воєводства.

## Демографія
Демографічна структура станом на 31 березня 2011 року:
|          | Загалом | Допрацездатний вік | Працездатний вік | Постпрацездатний вік |
| -------- | ------- | ------------------ | ---------------- | -------------------- |
| Чоловіки | 88      | 11                 | 72               | 5                    |
| Жінки    | 89      | 17                 | 48               | 24                   |
| Разом    | 177     | 28                 | 120              | 29                   |